# WISE 0005+3737
WISE 0005+3737 (= WISE J000517.48+373720.5 ) is een bruine dwerg met een spectraalklasse van T9. De ster bevindt zich 25,68 lichtjaar van de zon.